# 萧朗
萧朗（？—），於2014年加盟無綫電視，近年其编审的剧集包括《新抱喜相逢》、《食為奴》、《宦海奇官》、《愛·回家》等。
於2015年離開服務2年的無綫電視，《愛·回家 (第二輯)》為其在無線電視告別的作品。

## 編審作品（無線電視）
- 2014年-2015年：《愛·回家 (第一輯)》（與邵麗瓊、冼翠貞、葉廣蔭、馬俊縈合作）
- 2014年：《食為奴》 《新抱喜相逢》（與岑國榮、鍾健強合作）
- 2014年：《宦海奇官》（與徐達初合作）
- 2015年：《愛·回家 (第二輯)》（與徐達初、湯健萍、盧美雲、冼翠貞合作）

## 編劇作品（其他）
- 2016年《無間道》(網絡劇)